# Пригородне (Житікаринський район)
При́городне (каз. Пригородное) — село у складі Житікаринського району Костанайської області Казахстану. Адміністративний центр та єдиний населений пункт Пригородної сільської адміністрації.
У радянські часи село мало статус смт і називалося Пригородний, статус села селище отримало 2005 року.
Населення — 1467 осіб (2021; 3028 у 2009, 1992 у 1999, 2257 у 1989).